# Heathrow (Flórida)
Heathrow é uma Região censo-designada localizada no estado americano de Flórida, no Condado de Seminole.

## Demografia
Segundo o censo americano de 2000, a sua população era de 4068 habitantes.

## Geografia
De acordo com o United States Census Bureau tem uma área de
8,6 km², dos quais 7,2 km² cobertos por terra e 1,4 km² cobertos por água.

## Localidades na vizinhança
O diagrama seguinte representa as localidades num raio de 16 km ao redor de Heathrow.